# Eremitalpa granti
Eremitalpa granti é uma espécie de mamífero da família Chrysochloridae. Está confinada à uma região das dunas costeiras da costa oeste da Baía de Santa Helena, na África do Sul, até a Baía Walvis, na Namíbia, mais ao norte. 